# Lago Ayakum
El lago Ayakum o Ayakkum(en uigur: ئاياققۇم كۆلى, Ayaqqum köli) es un lago salino endorreico del oeste de China localizado cerca de la frontera norte de la meseta del Tíbet, en una de las cuencas intermontanas que están al norte de las montañas Kunlun y al sur de las Altyn-Tagh, algo al noreste del lago Aqqikkol. Administrativamente pertenece al condado de Ruoqiang de la prefectura de Prefectura Autónoma Mongola de Bayingolin de la Región Autónoma Uigur de Sinkiang.
El lago situado a una altitud de 3876 m y tiene una superficie de 537,6 km², con una longitud de 47,8 km, con una anchura máximo de 17,6 km y una anchura media de 11,25 km. Tiene una profundidad media de 10 m y máxima de 50 m. La precipitación anual en el área del lago es de 100 a 200 mm, con una temperatura media anual inferior a 0 °C, con diferencias extremas entre el día y la noche y una radiación solar intensa.
Mientras que muchos de los pequeños glaciares y arroyos alimentados por el deshielo de la nieve en la meseta tibetana dan lugar a los principales ríos del sudeste asiático (incluyendo al Brahmaputra, Mekong y Yangtze), muchos otros desembocan en lagos endorreicos salinos como el lago Ayakum.